# Alban K. S. Bagbin

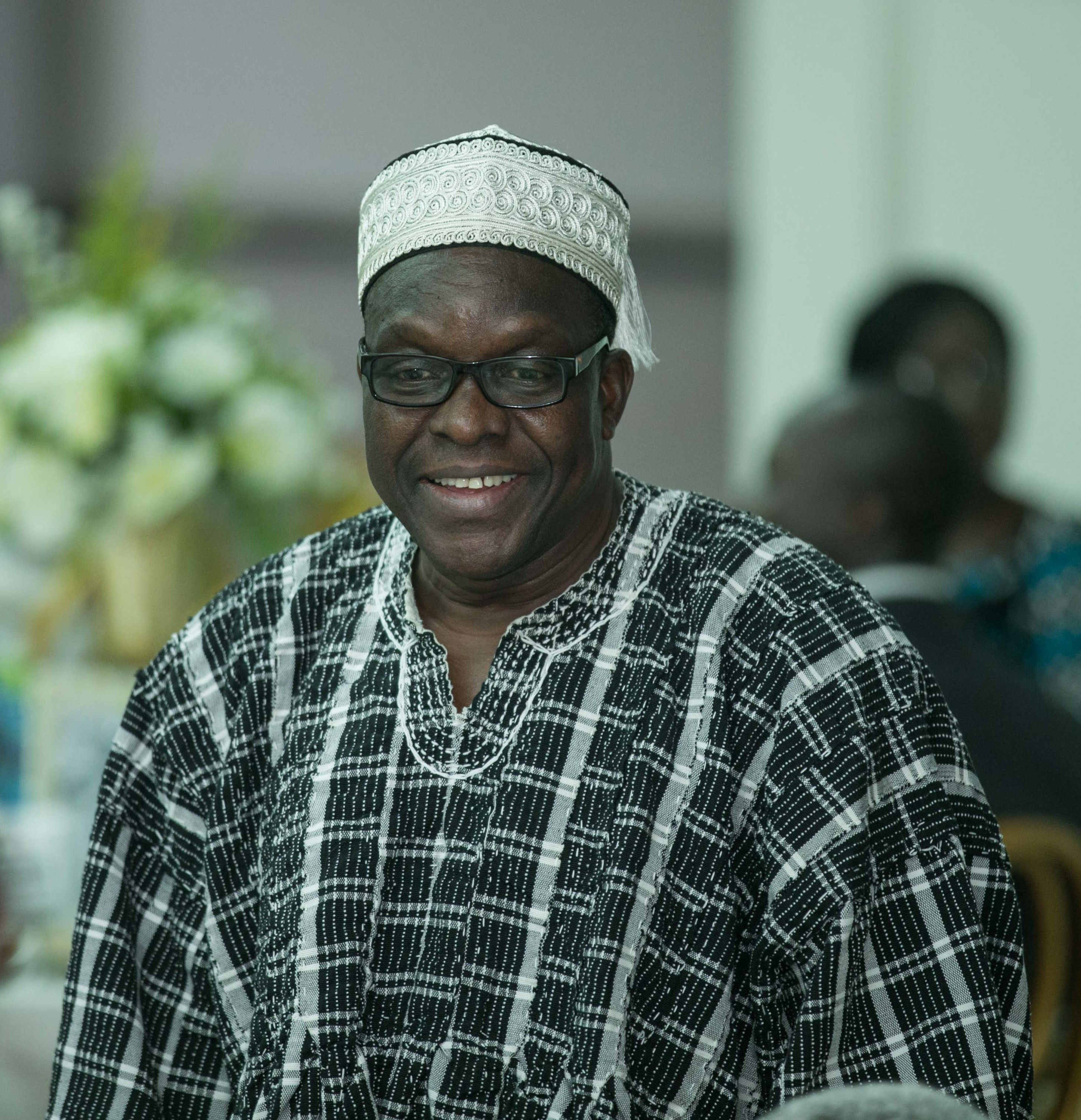
Alban K. S. Bagbin, 2019

Alban Kingsford Sumana Bagbin (* 24. September 1957 in Sombo, Upper West Region, Ghana) ist ein führender Jurist und Politiker Ghanas. Er ist Mitglied der Partei National Democratic Congress (NDC). Seit 2021 ist er Sprecher des ghanaischen Parlaments.

## Ausbildung und Karriere
Alban erhielt seine höhere Schulbildung an der Wa Secondary School (WASEC) und später an der Tamale Secondary School (TAMASCO) Im Jahr 1977 schloss Bagbin als bester Schüler die Tamale Secondary Scholl ab. Er studierte Jura und war zwischen 1986 und 1992 als Anwalt tätig. Zwischen 1989 und 1992 war Bagbin als Anwalt der Credit Unions Association und wechselte 1993 an die Law Trust Company, die er mitbegründete.
Seit 1993 gehört Bagbin dem ghanaischen Parlament an, in dem er den Wahlkreis Nadowli West in der Upper West Region vertritt. Zwischen 1997 und 2000 war er Mitglied der Nationalen Medienkommission, zwischen 1996 und 2000 zudem Vorsitzender des Komitees für Wasserangelegenheiten. Ferner hatte er den Vorsitz des Komitees für Verfassungs-, Rechts- und parlamentarische Angelegenheiten.
2005 wurde er Oppositionsführer (Minority Leader) im Parlament. Nach dem Wahlsieg der NDC war er ab 2009 Mehrheitssprecher (Majority Leader). Im Januar 2010 wurde er Minister für Wasserressourcen, öffentliche Arbeiten und Wohnungswesen unter Präsident John Atta Mills. Infolge einer Kabinettsumbildung wurde er ab Januar 2012 bis zum Ende der Legislaturperiode im Januar 2013 Gesundheitsminister von Ghana.
Im Januar 2021 wurde er zum Sprecher des Parlaments gewählt.

## Familie
Bagbin ist verheiratet und hat keine Kinder. Die Eltern Bagbins waren Landwirte aus armen Verhältnisses vom Volk der Dagaare.